# Light novel di Sword Art Online

Copertina del secondo volume dell'edizione italiana, raffigurante Silica, Pina e Kirito

Questa è la lista delle light novel della serie Sword Art Online di Reki Kawahara. I romanzi di Sword Art Online e Sword Art Online: Progressive sono stati scritti da Kawahara e illustrati da abec, mentre quelli di Sword Art Online Alternative: Gun Gale Online sono stati scritti da Keiichi Sigsawa con le illustrazioni di Kōhaku Kuroboshi e quelli di Sword Art Online Alternative: Clover's Regret sono stati scritti da Souichirou Watase con le illustrazioni di Ginta. word Art Online Alternative: Gourmet Seekers è scritta da Y.A. e illustrata da Megumi Nagahama, mentre Sword Art Online Alternative: Mystery Labyrinth è scritta da Konno Tenryuu e illustrata da Shiho Enta. Infine, la raccolta Sword Art Online IF Official Novel Anthology raccoglie storie brevi di vari autori. Tutti i volumi sono stati pubblicati da ASCII Media Works sotto l'etichetta Dengeki Bunko.

## Lista volumi

### Sword Art Online
| Nº | Titolo italiano Giapponese 「Kanji」 - Rōmaji - Traduzione letterale | Data di prima pubblicazione             | Data di prima pubblicazione              |
| Nº | Titolo italiano Giapponese 「Kanji」 - Rōmaji - Traduzione letterale | Giapponese                              | Italiano                                 |
| 1  | Sword Art Online: Aincrad 1 「ソードアート・オンライン1 アインクラッド」 - Sōdo Āto Onrain 1 Ainkuraddo – "Sword Art Online 1: Aincrad" | 10 aprile 2009 ISBN 978-4-04-867760-8   | 8 ottobre 2014 ISBN 978-88-6634-661-6    |
| 1  | Capitoli - Prologo - Capitoli 1-25 |                                         |                                          |
| 1  | Trama Adattamento della storia come scritta originariamente per il concorso di Dengeki Bunko. Narra del primo incontro tra Kirito e Klein e dell'annuncio di Akihiko Kayaba nel primo giorno di SAO, per poi saltare direttamente agli eventi del ragù di coniglio e procedere fino al completamento del gioco. |                                         |                                          |
| 2  | Sword Art Online: Aincrad 2 「ソードアート・オンライン2 アインクラッド」 - Sōdo Āto Onrain 2 Ainkuraddo – "Sword Art Online 2: Aincrad" | 10 agosto 2009 ISBN 978-4-04-867935-0   | 3 dicembre 2014 ISBN 978-88-6883-132-5   |
| 2  | Capitoli - Lo spadaccino nero (黒の剣士?, Kuro no kenshi) - Il calore del cuore (心の温度?, Kokoro no ondo) - La ragazza della rugiada del mattino (朝露の少女?, Asatsuyu no shōjo) - La renna dal naso rosso (赤鼻のトナカイ?, Akahana no tonakai) |                                         |                                          |
| 2  | Trama Capitoli extra aggiunti alla storia originale dopo la sua apparizione online. Narrano di come Kirito incontra Silica, Lisbeth, Yui, e Sachi. |                                         |                                          |
| 3  | Sword Art Online: Fairy Dance 1 「ソードアート・オンライン3 フェアリィ・ダンス」 - Sōdo Āto Onrain 3 Fearyi Dansu – "Sword Art Online 3: Fairy Dance" | 10 dicembre 2009 ISBN 978-4-04-868193-3 | 30 settembre 2015 ISBN 978-88-6883-347-3 |
| 3  | Capitoli - Prologo - Capitoli 1-4 |                                         |                                          |
| 3  | Trama Prima parte della storia in Alfheim Online, narra del viaggio di Kirito e Leafa verso lo Yggdrasil fino allo scontro con l'esercito dei Salamander. |                                         |                                          |
| 4  | Sword Art Online: Fairy Dance 2 「ソードアート・オンライン4 フェアリィ・ダンス」 - Sōdo Āto Onrain 4 Fearyi Dansu – "Sword Art Online 4: Fairy Dance" | 10 aprile 2010 ISBN 978-4-04-868452-1   | 4 novembre 2015 ISBN 978-88-6883-459-3   |
| 4  | Capitoli - Prologo - Capitoli 5-9 |                                         |                                          |
| 4  | Trama Seconda parte della storia in Alfheim Online; narra di come Kirito e Leafa incontrano Tonky, per poi proseguire con la tentata fuga di Asuna e la scalata dello Yggdrasil da parte di Kirito. |                                         |                                          |
| 5  | Sword Art Online: Phantom Bullet 1 「ソードアート・オンライン5 ファントム・バレット」 - Sōdo Āto Onrain 5 Fantomu Baretto – "Sword Art Online 5: Phantom Bullet" | 10 agosto 2010 ISBN 978-4-04-868763-8   | 10 agosto 2016 ISBN 978-88-6883-674-0    |
| 5  | Capitoli - Prologo - Capitoli 1-7 |                                         |                                          |
| 5  | Trama Prima parte della storia in Gun Gale Online, narra delle eliminatorie del Bullet of Bullets. |                                         |                                          |
| 6  | Sword Art Online: Phantom Bullet 2 「ソードアート・オンライン6 ファントム・バレット」 - Sōdo Āto Onrain 6 Fantomu Baretto – "Sword Art Online 6: Phantom Bullet" | 10 dicembre 2010 ISBN 978-4-04-870132-7 | 3 novembre 2016 ISBN 978-88-6883-733-4   |
| 6  | Capitoli - Capitoli 7-16 |                                         |                                          |
| 6  | Trama Seconda parte della storia in Gun Gale Online, narra del Bullet of Bullets. |                                         |                                          |
| 7  | Sword Art Online: Mother's Rosario 「ソードアート・オンライン7 マザーズ・ロザリオ」 - Sōdo Āto Onrain 7 Mazāzu Rozario – "Sword Art Online 7: Mother's Rosario" | 10 aprile 2011 ISBN 978-4-04-870431-1   | 7 giugno 2017 ISBN 978-88-6883-954-3     |
| 7  | Capitoli - Prologo - Capitoli 1-12 |                                         |                                          |
| 7  | Trama Originariamente una storia extra, narra dell'incontro tra Asuna e Yuuki. |                                         |                                          |
| 8  | Sword Art Online: Early and Late 「ソードアート・オンライン8 アーリー・アンド・レイト」 - Sōdo Āto Onrain 8 Ārī ando Reito – "Sword Art Online 8: Early and Late" | 10 agosto 2011 ISBN 978-4-04-870733-6   | 18 ottobre 2017 ISBN 978-88-3275-096-6   |
| 8  | Capitoli - Assassinio nell'area urbana (圏内事件?, Kennai jiken) - Calibur (キャリバー?, Kyaribā) - Il giorno d'inizio (はじまりの日?, Hajimari no hi) |                                         |                                          |
| 8  | Trama Una collezione di storie extra ambientate prima di Mother's Rosario. In Assassinio nell'area urbana, Kirito ed Asuna collaborano per risolvere un delitto in SAO prima degli eventi principali del primo volume. Calibur è ambientata dopo gli eventi di Phantom Bullet, dove Kirito tenta di ottenere la migliore spada di ALO. Ne Il giorno d'inizio, Kirito incontra un altro beta tester poco dopo l'annuncio di Kayaba. |                                         |                                          |
| 9  | Sword Art Online: Alicization Beginning 「ソードアート・オンライン9 アリシゼーション・ビギニング」 - Sōdo Āto Onrain 9 Arishizēshon Biginingu – "Sword Art Online 9: Alicization Beginning" | 10 febbraio 2012 ISBN 978-4-04-886271-4 | 11 luglio 2018 ISBN 978-88-3275-412-4    |
| 9  | Capitoli - Prologo I (プロローグ I?, Purorōgu I) - Prologo II (プロローグ II?, Purorōgu II) - Interludio I (転章I?, Tenshō I) - Capitolo 1. Underworld (アンダーワールド?, Andāwārudo) |                                         |                                          |
| 9  | Trama Narra la storia di Kirito in Underworld fino alla partenza da Rulid con Eugeo. |                                         |                                          |
| 10 | Sword Art Online: Alicization Running 「ソードアート・オンライン10 アリシゼーション・ランニング」 - Sōdo Āto Onrain 10 Arishizēshon Ranningu – "Sword Art Online 10: Alicization Running" | 10 luglio 2012 ISBN 978-4-04-886697-2   | 14 novembre 2018 ISBN 978-88-3275-629-6  |
| 10 | Capitoli - Capitolo 2. Progetto Alicization (アリシゼーション計画?, Arishizēshon keikaku) - Capitolo 3. Torneo di scherma di Zaccaria (ザッカリア剣術大会?, Zakkaria kenjutsu taikai) - Capitolo 4. Accademia Imperiale di Scherma (帝立修剣学院?, Teiritsu shūken gakuin) - Interludio II (転章II?, Tenshō II) |                                         |                                          |
| 10 | Trama Narra come Asuna rintraccia Kirito fino alla Ocean Turtle, mente egli nel frattempo partecipa ad un torneo di scherma (tralasciato nell'anime) e frequenta l'accademia di spada allo scopo di raggiungere la capitale del regno umano. |                                         |                                          |
| 11 | Sword Art Online: Alicization Turning 「ソードアート・オンライン11 アリシゼーション・ターニング」 - Sōdo Āto Onrain 11 Arishizēshon Tāningu – "Sword Art Online 11: Alicization Turning" | 10 dicembre 2012 ISBN 978-4-04-891157-3 | 10 aprile 2019 ISBN 978-88-3275-795-8    |
| 11 | Capitoli - Capitolo 5. Il sigillo dell'occhio destro (右眼の封印?, Migime no fūin) - Interludio III (転章III?, Tenshō III) - Capitolo 6. I prigionieri e il Cavaliere (囚人と騎士?, Shūjin to kishi) |                                         |                                          |
| 11 | Trama Narra come gli screzi di Kirito e Eugeo con due ragazzi nobili all'accademia aumentano di gravità fino a portare al loro arresto, conducendoli ad incontrare Cardinal. |                                         |                                          |
| 12 | Sword Art Online: Alicization Rising 「ソードアート・オンライン12 アリシゼーション・ライジング」 - Sōdo Āto Onrain 12 Arishizēshon Raijingu – "Sword Art Online 12: Alicization Rising" | 10 aprile 2013 ISBN 978-4-04-891529-8   | 30 ottobre 2019 ISBN 978-88-349-0046-8   |
| 12 | Capitoli - Capitolo 7. Le due Amministratrici (二人の管理者?, Futari no kanrisha) - Capitolo 8. La Central Cathedral (セントラル・カセドラル?, Sentoraru Kasedoraru) |                                         |                                          |
| 12 | Trama Narra l'ascesa della Central Cathedral fino al momento in cui Kirito ed Alice vengono scagliati al di fuori di essa dal loro stesso scontro. |                                         |                                          |
| 13 | Sword Art Online: Alicization Dividing 「ソードアート・オンライン13 アリシゼーション・ディバイディング」 - Sōdo Āto Onrain 13 Arishizēshon Dibaidingu – "Sword Art Online 13: Alicization Dividing" | 10 agosto 2013 ISBN 978-4-04-891757-5   | 15 luglio 2020 ISBN 978-88-349-0286-8    |
| 13 | Capitoli - Interludio IV (転章IV?, Tenshō IV) - Capitolo 9. Il Cavaliere d'Integrità Alice (整合騎士アリス?, Seigō kishi Arisu) - Capitolo 10. Bercouli, comandante dei Cavalieri d'Integrità (整合騎士長ベルクーリ?, Seigō kishichō Berukūri) - Capitolo 11. Il segreto del Senato (元老院の秘密?, Genrōin no himitsu) |                                         |                                          |
| 13 | Trama Narra come Kirito, Alice, ed Eugeo proseguono la scalata della Central Cathedral, fino al momento in cui quest'ultimo viene convertito da Quinella e blocca la strada gli altri due. |                                         |                                          |
| 14 | Sword Art Online: Alicization Uniting 「ソードアート・オンライン14 アリシゼーション・ユナイティング」 - Sōdo Āto Onrain 14 Arishizēshon Yunaitingu – "Sword Art Online 14: Alicization Uniting" | 10 aprile 2014 ISBN 978-4-04-866505-6   | 27 gennaio 2021 ISBN 978-88-349-1532-5   |
| 14 | Capitoli - Capitolo 12. La somma sacerdotessa Administrator (最高司祭アドミニストレータ?, Saikō shisai Adominisutorēta) - Capitolo 13. Lo scontro decisivo (決戦?, Kessen) |                                         |                                          |
| 14 | Trama Narra le battaglie in cima alla Central Cathedral, fino al momento in cui Kirito entra in coma. |                                         |                                          |
| 15 | Sword Art Online: Alicization Invading 「ソードアート・オンライン15 アリシゼーション・インベーディング」 - Sōdo Āto Onrain 15 Arishizēshon Inbēdingu – "Sword Art Online 15: Alicization Invading" | 9 agosto 2014 ISBN 978-4-04-866775-3    | 23 giugno 2021 ISBN 978-88-349-0671-2    |
| 15 | Capitoli - Capitolo 14. Subtilizer, colui che ruba l'anima (魂を盗む者?, Satoraizā) - Capitolo 15. Nelle terre del nord (北の地にて?, Kita no chi ni te) - Capitolo 16. Attacco alla Ocean Turtle (オーシャン・タートル襲撃?, Ōshan Tātoru shūgeki) - Capitolo 17. Il Dark Territory (ダークテリトリー?, Dāku Teritorī) |                                         |                                          |
| 15 | Trama Narra gli eventi dalla caduta di Kirito all'inizio della guerra di Underworld col cedimento del portale est. |                                         |                                          |
| 16 | Sword Art Online: Alicization Exploding 「ソードアート・オンライン16 アリシゼーション・エクスプローディング」 - Sōdo Āto Onrain 16 Arishizēshon Ekusupurōdingu – "Sword Art Online 16: Alicization Exploding" | 8 agosto 2015 ISBN 978-4-04-865307-7    | 15 dicembre 2021 ISBN 978-88-349-0822-8  |
| 16 | Capitoli - Capitolo 18. La grande guerra dell'Underworld (アンダーワールド大戦?, Andāwārudo taisen) - Capitolo 19. La Sacerdotessa di luce (光の巫女?, Hikari no miko) |                                         |                                          |
| 16 | Trama Narra la fase iniziale della guerra, fino all'arrivo dei giocatori americani in Underworld. |                                         |                                          |
| 17 | Sword Art Online: Alicization Awakening 「ソードアート・オンライン17 アリシゼーション・アウェイクニング」 - Sōdo Āto Onrain 17 Arishizēshon Aweikuningu – "Sword Art Online 17: Alicization Awakening" | 9 aprile 2016 ISBN 978-4-04-865883-6    | 27 luglio 2022 ISBN 978-88-349-1054-2    |
| 17 | Capitoli - Capitolo 20. A ognuno la sua battaglia (それぞれの戦い?, Sorezore no tatakai) - Capitolo 21. Il risveglio (覚醒?, Kakusei) |                                         |                                          |
| 17 | Trama Narra gli eventi dal discorso di Lisbeth per reclutare aiuto dai giocatori giapponesi fino al tentativo di risvegliare Kirito. |                                         |                                          |
| 18 | Sword Art Online: Alicization Lasting 「ソードアート・オンライン18 アリシゼーション・ラスティング」 - Sōdo Āto Onrain 18 Arishizēshon Rasutingu – "Sword Art Online 18: Alicization Lasting" | 10 agosto 2016 ISBN 978-4-04-892250-0   | 1º febbraio 2023 ISBN 978-88-349-1847-0  |
| 18 | Capitoli - Capitolo 21. Risveglio (seguito) (覚醒(承前)?, Kakusei (shōzen)) - Capitolo 22. Lo scontro decisivo (決戦?, Kessen) - Capitolo 23. Il ritorno (帰還?, Kikan) - Epilogo (エピローグ?, Epirōgu) - Prologo III (プロローグ III?, Purorōgu III) |                                         |                                          |
| 18 | Trama Narra l'ultima parte della storia in Underworld. |                                         |                                          |
| 19 | Sword Art Online: Moon Cradle 1 「ソードアート・オンライン19 ムーン・クレイドル」 - Sōdo Āto Onrain 19 Mūn Kureidoru – "Sword Art Online 19: Moon Cradle" | 10 febbraio 2017 ISBN 978-4-04-892668-3 | 26 luglio 2023 ISBN 978-88-349-2235-4    |
| 19 | Capitoli - Capitoli 1-10 |                                         |                                          |
| 19 | Trama Prima parte di una storia extra ambientata nel secondo dei duecento anni passati da Kirito ed Asuna insieme in Underworld. Narra di un complotto per scatenare una seconda guerra tra il mondo umano ed il Dark Territory. |                                         |                                          |
| 20 | Sword Art Online: Moon Cradle 2 「ソードアート・オンライン20 ムーン・クレイドル」 - Sōdo Āto Onrain 20 Mūn Kureidoru – "Sword Art Online 20: Moon Cradle" | 8 settembre 2017 ISBN 978-4-04-893283-7 | 27 dicembre 2023 ISBN 978-88-349-1361-1  |
| 20 | Capitoli - Capitoli 1-10 |                                         |                                          |
| 20 | Trama Seconda parte di una storia extra ambientata nel secondo dei duecento anni passati da Kirito ed Asuna insieme in Underworld. |                                         |                                          |
| 21 | Sword Art Online: Unital Ring 1 「ソードアート・オンライン21 ユナイタル・リングI」 - Sōdo Āto Onrain 21 Yunaitaru Ringu I – "Sword Art Online 21: Unital Ring I" | 7 dicembre 2018 ISBN 978-4-04-912211-4  | 27 novembre 2024 ISBN 978-88-349-2548-5  |
| 21 | Capitoli - Prologo - Capitoli 1-9 |                                         |                                          |
| 21 | Trama Prima parte della storia principale ad essere stata scritta come light novel invece di essere pubblicata online. Narra di come tutti i giochi creati usando The Seed vengono fusi in uno solo, chiamato Unital Ring. |                                         |                                          |
| 22 | Sword Art Online: Kiss and Fly 「ソードアート・オンライン22 キス・アンド・フライ」 - Sōdo Āto Onrain 22 Kisu ando Furai – "Sword Art Online 22: Kiss and Fly" | 10 ottobre 2019 ISBN 978-4-04-912675-4  | 25 giugno 2025 ISBN 978-88-349-3369-5    |
| 22 | Capitoli - The Day Before (ザ・デイ・ビフォア?, Za Dei Bifoa) - The Day After (ザ・デイ・アフター?, Za Dei Afutā) - Il ponte arcobaleno (虹の橋?, Niji no hashi) - Sister's Prayer (Sisters' Prayer?) |                                         |                                          |
| 22 | Trama Collezione di storie extra originariamente scritte come allegati dei DVD e Blu-Ray della serie anime. In The Day Before, Kirito ed Asuna ottengono la casetta del 22º piano in SAO un po' più difficilmente del previsto con l'aiuto di Argo. Nella storia The Day After ambientata tra Fairy Dance e Phantom Bullet, Asuna riceve in qualche modo un messaggio dallo spirito di Sachi. Il ponte arcobaleno funge da continuazione di Extra Edition, l'episodio speciale dell'anime. Sister's Prayer narra della storia dei Cavalieri Dormienti prima di Mother's Rosario. |                                         |                                          |
| 23 | Sword Art Online 23: Unital Ring II 「ソードアート・オンライン23 ユナイタル・リングII」 - Sōdo Āto Onrain 23 Yunaitaru Ringu II | 10 dicembre 2019 ISBN 978-4-04-912891-8 | —                                        |
| 23 | Capitoli - Capitoli 1-10 |                                         |                                          |
| 24 | Sword Art Online 24: Unital Ring III 「ソードアート・オンライン24 ユナイタル・リングIII」 - Sōdo Āto Onrain 24 Yunaitaru Ringu III | 9 maggio 2020 ISBN 978-4-04-913155-0    | —                                        |
| 24 | Capitoli - Capitoli 1-10 |                                         |                                          |
| 25 | Sword Art Online 25: Unital Ring IV 「ソードアート・オンライン25 ユナイタル・リングIV」 - Sōdo Āto Onrain 25 Yunaitaru Ringu IV | 10 dicembre 2020 ISBN 978-4-04-913531-2 | —                                        |
| 25 | Capitoli - Capitoli 1-11 |                                         |                                          |
| 26 | Sword Art Online 26: Unital Ring V 「ソードアート・オンライン26 ユナイタル・リングV」 - Sōdo Āto Onrain 26 Yunaitaru Ringu V | 8 ottobre 2021 ISBN 978-4-04-914035-4   | —                                        |
| 26 | Capitoli - Capitoli 1-23 |                                         |                                          |
| 27 | Sword Art Online 27: Unital Ring VI 「ソードアート・オンライン27 ユナイタル・リングVI」 - Sōdo Āto Onrain 27 Yunaitaru Ringu VI | 7 ottobre 2022 ISBN 978-4-04-914622-6   | —                                        |
| 27 | Capitoli - Capitoli 1-15 |                                         |                                          |
| 28 | Sword Art Online 28: Unital Ring VII 「ソードアート・オンライン28 ユナイタル・リングVII」 - Sōdo Āto Onrain 28 Yunaitaru Ringu VII | 7 giugno 2024 ISBN 978-4-04-915556-3    | —                                        |
| 28 | Capitoli - Capitoli 1-12 |                                         |                                          |

### Sword Art Online: Progressive
| Nº | Titolo italiano Giapponese 「Kanji」 - Rōmaji | Data di prima pubblicazione             | Data di prima pubblicazione |
| Nº | Titolo italiano Giapponese 「Kanji」 - Rōmaji | Giapponese                              |                             |
| 1  | Sword Art Online: Progressive 1 「ソードアート・オンライン プログレッシブ1」 - Sōdo Āto Onrain Puroguresshibu 1 | 10 ottobre 2012 ISBN 978-4-04-886977-5  |                             |
| 1  | Capitoli (traduzioni letterali dei titoli) - Aria di una notte senza stelle (星なき夜のアリア?, Hoshinaki yoru no Aria) - Intervallo - La ragione per i baffi (幕間 - ヒゲの理由?, Makuai - Hige no riyū) - Rondò di una lama fragile (儚き剣のロンド?, Hakanaki ken no Rondo) |                                         |                             |
| 1  | Trama Aria di una notte senza stelle narra degli eventi che portano alla sconfitta del boss del 1º piano di Aincrad, incluso il primo incontro tra Kirito ed Asuna. Intervallo - La ragione per i baffi è una storia extra su come Kirito scopre il motivo per cui Argo ha dei baffi disegnati sulla faccia. Originariamente scritta come dōjinshi. Rondò di una lama fragile narra di una truffa allo scopo di rubare armi dai giocatori al 2º piano di Aincrad. Come il caso precedente, era originariamente una dōjinshi. |                                         |                             |
| 2  | Sword Art Online: Progressive 2 「ソードアート・オンライン プログレッシブ2」 - Sōdo Āto Onrain Puroguresshibu 2 | 10 dicembre 2013 ISBN 978-4-04-866163-8 |                             |
| 2  | Capitoli (traduzioni letterali dei titoli) - Concerto del bianco e nero (黒白のコンチェルト?, Kokubyaku no Koncheruto) |                                         |                             |
| 2  | Trama Narra di una missione speciale nel boscoso 3º piano di Aincrad. Originariamente scritto come dōjinshi. |                                         |                             |
| 3  | Sword Art Online: Progressive 3 「ソードアート・オンライン プログレッシブ3」 - Sōdo Āto Onrain Puroguresshibu 3 | 10 dicembre 2014 ISBN 978-4-04-869096-6 |                             |
| 3  | Capitoli (traduzioni letterali dei titoli) - Barcarola di schiuma (泡影のバルカローレ?, Hōyō no Barukarōre) |                                         |                             |
| 3  | Trama Narra di come Kirito ed Asuna navigano i fiumi del 4º piano di Aincrad. |                                         |                             |
| 4  | Sword Art Online: Progressive 4 「ソードアート・オンライン プログレッシブ4」 - Sōdo Āto Onrain Puroguresshibu 4 | 10 dicembre 2015 ISBN 978-4-04-865566-8 |                             |
| 4  | Capitoli (traduzioni letterali dei titoli) - Scherzo del crepuscolo oscuro (冥き夕闇のスケルツォ?, Kuraki yūyami no Sukerutso) |                                         |                             |
| 4  | Trama Narra di una cospirazione per mettere le gilde più forti di SAO una contro l'altra al 5º piano di Aincrad. |                                         |                             |
| 5  | Sword Art Online: Progressive 5 「ソードアート・オンライン プログレッシブ5」 - Sōdo Āto Onrain Puroguresshibu 5 | 10 febbraio 2018 ISBN 978-4-04-893613-2 |                             |
| 5  | Capitoli (traduzioni letterali dei titoli) - Canone della regola d'oro (黄金律のカノン?, Ōgonritsu no Kanon) |                                         |                             |
| 5  | Trama Prima parte delle avventure di Kirito ed Asuna tra i rompicapo e le trappole del 6º piano di Aincrad. |                                         |                             |
| 6  | Sword Art Online: Progressive 6 「ソードアート・オンライン プログレッシブ6」 - Sōdo Āto Onrain Puroguresshibu 6 | 10 maggio 2018 ISBN 978-4-04-893797-9   |                             |
| 6  | Capitoli (traduzioni letterali dei titoli) - Canone della regola d'oro II (黄金律のカノンII?, Ōgonritsu no Kanon II) |                                         |                             |
| 6  | Trama Seconda parte della storia del 6º piano. |                                         |                             |
| 7  | Sword Art Online: Progressive 7 「ソードアート・オンライン プログレッシブ7」 - Sōdo Āto Onrain Puroguresshibu 7 | 10 marzo 2021 ISBN 978-4-04-913677-7    |                             |
| 7  | Capitoli (traduzioni letterali dei titoli) - Rapsodia del calore torrido rosso (赤き焦熱のラプソディ?, Akaki shōnetsu no Rapusodi) |                                         |                             |
| 7  | Trama Prima parte della storia del 7º piano di Aincrad, strapieno di giochi d'azzardo. |                                         |                             |
| 8  | Sword Art Online: Progressive 8 「ソードアート・オンライン プログレッシブ8」 - Sōdo Āto Onrain Puroguresshibu 8 | 10 giugno 2021 ISBN 978-4-04-913830-6   |                             |
| 8  | Capitoli (traduzioni letterali dei titoli) - Rapsodia del calore torrido rosso II (赤き焦熱のラプソディII?, Akaki shōnetsu no Rapusodi II) |                                         |                             |
| 8  | Trama Seconda parte della storia del 7º piano. |                                         |                             |
| 9  | Sword Art Online: Progressive 9 「ソードアート・オンライン プログレッシブ9」 - Sōdo Āto Onrain Puroguresshibu 9 | 7 marzo 2025 ISBN 978-4-04-916182-3     |                             |

### Sword Art Online Alternative: Gun Gale Online
| Nº | Titolo italiano Giapponese 「Kanji」 - Rōmaji | Data di prima pubblicazione             | Data di prima pubblicazione |
| Nº | Titolo italiano Giapponese 「Kanji」 - Rōmaji | Giapponese                              |                             |
| 1  | Sword Art Online Alternative: Gun Gale Online I - Squad Jam 「ソードアート・オンライン オルタナティブ ガンゲイル・オンラインI ─スクワッド・ジャム─」 - Sōdo Āto Onrain Orutanatibu Gan Geiru Onrain I -Sukuwaddo Jamu- | 10 dicembre 2014 ISBN 978-4-04-869094-2 |                             |
| 1  | Capitoli (traduzioni letterali dei titoli) - Prologo - SECT.1: La tristezza di Karen - SECT.2: LLENN e Pitohui - SECT.3: Squad Jam - SECT.4: Un uomo di nome M - SECT.5: L'inizio del torneo - SECT.6: L'inizio della battaglia - SECT.7: Una battaglia contro dei professionisti - SECT.8: Trappola - SECT.9: La battaglia di M - SECT.10: LLENN e M - SECT.11: Death Game - SECT.12: Questa mia ultima battaglia - SECT.13: Battaglia fino alla morte - SECT.14: Sviluppi successivi                                 |                                         |                             |
| 2  | Sword Art Online Alternative: Gun Gale Online II - Second Squad Jam (inizio) 「ソードアート・オンライン オルタナティブ ガンゲイル・オンラインII ─セカンド・スクワッド・ジャム<上>─」 - Sōdo Āto Onrain Orutanatibu Gan Geiru Onrain II -Sekando Sukuwaddo Jamu <Jō>- | 10 marzo 2015 ISBN 978-4-04-869095-9    |                             |
| 2  | Capitoli (traduzioni letterali dei titoli) - Prologo - SECT.1: La festa del tè dei soldati - SECT.2: La seconda Squad Jam - SECT.3: SAO Loser - SECT.4: Preparazioni dell'SJ2 - SECT.5: L'inizio del torneo - SECT.6: Trappola esplosiva - SECT.7: Gilde in azione - SECT.8: Le loro rispettive strategie - SECT.9: Il massacro di dieci minuti - Prima parte |                                         |                             |
| 3  | Sword Art Online Alternative: Gun Gale Online III - Second Squad Jam (fine) 「ソードアート・オンライン オルタナティブ ガンゲイル・オンラインIII ─セカンド・スクワッド・ジャム〈下〉─」 - Sōdo Āto Onrain Orutanatibu Gan Geiru Onrain III -Sekando Sukuwaddo Jamu <Ge>- | 10 giugno 2015 ISBN 978-4-04-865190-5   |                             |
| 3  | Capitoli (traduzioni letterali dei titoli) - SECT.10: Il massacro di dieci minuti - Seconda parte (I) - SECT.11: Il massacro di dieci minuti - Seconda parte (II) - SECT.12: Shirley - SECT.13: SHINC in azione - SECT.14: Sparatoria - SECT.15: Dopotutto è un gioco - SECT.16: Memento Mori - SECT.17: Il risveglio del re dei demoni - SECT.18: LLENN scatenata - SECT.19: Questa mia ultima battaglia - SECT.20: L'ultima battaglia decisiva - SECT.21: Applauso                                                   |                                         |                             |
| 4  | Sword Art Online Alternative: Gun Gale Online IV - Third Squad Jam Betrayers' Choice (inizio) 「ソードアート・オンライン オルタナティブ ガンゲイル・オンラインIV ─サード・スクワッド・ジャム ビトレイヤーズ・チョイス〈上〉─」 - Sōdo Āto Onrain Orutanatibu Gan Geiru Onrain IV -Sādo Sukuwaddo Jamu Bitoreiyāzu Choisu <Jō>- | 10 marzo 2016 ISBN 978-4-04-865818-8    |                             |
| 4  | Capitoli (traduzioni letterali dei titoli) - Prologo - SECT.1: Ciò che accade due volte accadrà tre volte - SECT.2: La terza Squad Jam - SECT.3: C'era un'isola. E così - SECT.4: Il piano dei carri merci di grandi dimensioni - SECT.5: Clarence e Shirley - SECT.6: La battaglia delle donne - SECT.7: Regola speciale, attivata |                                         |                             |
| 5  | Sword Art Online Alternative: Gun Gale Online V - Third Squad Jam Betrayers' Choice (fine) 「ソードアート・オンライン オルタナティブ ガンゲイル・オンラインV ─サード・スクワッド・ジャム ビトレイヤーズ・チョイス〈下〉─」 - Sōdo Āto Onrain Orutanatibu Gan Geiru Onrain V -Sādo Sukuwaddo Jamu Bitoreiyāzu Choisu <Ge>- | 9 luglio 2016 ISBN 978-4-04-892110-7    |                             |
| 5  | Capitoli (traduzioni letterali dei titoli) - SECT.8: SHINC in quel momento - SECT.9: MMTM e ZEMAL in quel momento - SECT.10: La scelta dei traditori - SECT.11: C'è ancora tempo per la battaglia - Prima parte - SECT.12: C'è ancora tempo per la battaglia - Seconda parte - SECT.13: Combattimento ravvicinato - SECT.14: La trappola di Pitohui - SECT.15: Rotazione - SECT.16: Questa nostra ultima battaglia - SECT.17: La battaglia decisiva - SECT.18: I loro rispettivi finali e inizi                        |                                         |                             |
| 6  | Sword Art Online Alternative: Gun Gale Online VI - One Summer Day 「ソードアート・オンライン オルタナティブ ガンゲイル・オンラインVI ―ワン・サマー・デイ―」 - Sōdo Āto Onrain Orutanatibu Gan Geiru Onrain VI -Wan Samā Dei- | 10 marzo 2017 ISBN 978-4-04-892745-1    |                             |
| 7  | Sword Art Online Alternative: Gun Gale Online VII - Fourth Squad Jam (inizio) 「ソードアート・オンライン オルタナティブ ガンゲイル・オンラインVII ―フォース・スクワッド・ジャム〈上〉―」 - Sōdo Āto Onrain Orutanatibu Gan Geiru Onrain VII -Fōsu Sukuwaddo Jamu <Jō>- | 9 giugno 2018 ISBN 978-4-04-893789-4    |                             |
| 8  | Sword Art Online Alternative: Gun Gale Online VIII - Fourth Squad Jam (continuo) 「ソードアート・オンライン オルタナティブ ガンゲイル・オンラインVIII ―フォース・スクワッド・ジャム〈中〉―」 - Sōdo Āto Onrain Orutanatibu Gan Geiru Onrain VIII -Fōsu Sukuwaddo Jamu <Chū>- | 10 agosto 2018 ISBN 978-4-04-893878-5   |                             |
| 9  | Sword Art Online Alternative: Gun Gale Online IX - Fourth Squad Jam (fine) 「ソードアート・オンライン オルタナティブ ガンゲイル・オンラインIX ―フォース・スクワッド・ジャム〈下〉―」 - Sōdo Āto Onrain Orutanatibu Gan Geiru Onrain IX -Fōsu Sukuwaddo Jamu <Ge>- | 7 dicembre 2018 ISBN 978-4-04-912093-6  |                             |
| 9  | Capitoli (traduzioni letterali dei titoli) - SECT.12: Per evitare l'annientamento - SECT.13: Ritirata - Prima parte - SECT.14: L'estate in cui Fukaziroh volò e LLENN corse - SECT.15: Le due selvagge - SECT.16: Ritirata - Seconda parte - SECT.17: Fuoco sul ghiaccio - SECT.18: ZEMAL - SECT.19: Solo pistole - SECT.20: La battaglia al centro commerciale - Prima parte - SECT.21: La battaglia al centro commerciale - Seconda parte - SECT.22: Accendere una fiamma nel cuore - SECT.23: La tristezza di Karen |                                         |                             |
| 10 | Sword Art Online Alternative: Gun Gale Online X - Five Ordeals 「ソードアート・オンライン オルタナティブ ガンゲイル・オンラインX ―ファイブ・オーディールズ―」 - Sōdo Āto Onrain Orutanatibu Gan Geiru Onrain X -Faibu Ōdīruzu- | 10 aprile 2020 ISBN 978-4-04-913132-1   |                             |
| 10 | Capitoli (traduzioni letterali dei titoli) - SECT.1: Il suo passo passo - SECT.2: Fare missioni insieme - SECT.3: Guidate dai cani - La prima prova - SECT.4: Battaglia nel bosco - La seconda prova - SECT.5: Mimetizzarsi nella neve - La terza prova - SECT.6: Caccia ai draghi - La quarta prova I - SECT.7: Sgominare granchi - La quarta prova II - SECT.8: Riflessione - La quinta prova - SECT.Final: Nel paradiso dei cani                                                                                    |                                         |                             |
| 11 | Sword Art Online Alternative: Gun Gale Online XI - Fifth Squad Jam (inizio) 「ソードアート・オンライン オルタナティブ ガンゲイル・オンラインXI ―フィフス・スクワッド・ジャム〈上〉―」 - Sōdo Āto Onrain Orutanatibu Gan Geiru Onrain XI -Fifusu Sukuwaddo Jamu <Jō>- | 10 novembre 2021 ISBN 978-4-04-913940-2 |                             |
| 11 | Capitoli (traduzioni letterali dei titoli) - SECT.1: Quinta onestà - SECT.2: La taglia sul collo, il cui nome è Ren - SECT.3: Sola nella nebbia - SECT.4: La battaglia di sole due persone - SECT.5: Confluenza |                                         |                             |
| 12 | Sword Art Online Alternative: Gun Gale Online XII - Fifth Squad Jam (continuo) 「ソードアート・オンライン オルタナティブ ガンゲイル・オンラインXII ―フィフス・スクワッド・ジャム〈中〉―」 - Sōdo Āto Onrain Orutanatibu Gan Geiru Onrain XII -Fifusu Sukuwaddo Jamu <Chū>- | 10 febbraio 2022 ISBN 978-4-04-914142-9 |                             |
| 12 | Capitoli (traduzioni letterali dei titoli) - SECT.6: Altri 10 minuti di caos - SECT.7: Uniti fino a quel momento - SECT.8: Em fino a quel momento - SECT.9: Unirsi alla seconda parte |                                         |                             |
| 13 | Sword Art Online Alternative: Gun Gale Online XIII - Fifth Squad Jam (fine) 「ソードアート・オンライン オルタナティブ ガンゲイル・オンラインXIII ―フィフス・スクワッド・ジャム〈下〉―」 - Sōdo Āto Onrain Orutanatibu Gan Geiru Onrain XIII -Fifusu Sukuwaddo Jamu <Ge>- | 10 marzo 2023 ISBN 978-4-04-914143-6    |                             |
| 14 | Sword Art Online Alternative: Gun Gale Online XIV - Invitation from BB 「ソードアート・オンライン オルタナティブ ガンゲイル・オンラインXIV ―インビテーション・フロム・ビービー―」 - Sōdo Āto Onrain Orutanatibu Gan Geiru Onrain XIV -Inbitēshon furomu Bībī- | 10 ottobre 2024 ISBN 978-4-04-915907-3  |                             |

### Sword Art Online Alternative: Gourmet Seekers
| Nº | Titolo italiano Giapponese 「Kanji」 - Rōmaji | Data di prima pubblicazione             | Data di prima pubblicazione |
| Nº | Titolo italiano Giapponese 「Kanji」 - Rōmaji | Giapponese                              |                             |
| 1  | Sword Art Online Alternative: Gourmet Seekers 「ソードアート・オンライン オルタナティブ グルメ・シーカーズ」 - Sōdo Āto Onrain Orutanatibu Gurume Shīkāzu       | 17 novembre 2023 ISBN 978-4-04-915210-4 |                             |
| 2  | Sword Art Online Alternative: Gourmet Seekers 2 「ソードアート・オンライン オルタナティブ グルメ・シーカーズ２」 - Sōdo Āto Onrain Orutanatibu Gurume Shīkāzu 2 | 17 ottobre 2024 ISBN 978-4-04-915828-1  |                             |

### Sword Art Online Alternative: Mystery Labyrinth
| Nº | Titolo italiano Giapponese 「Kanji」 - Rōmaji | Data di prima pubblicazione            | Data di prima pubblicazione |
| Nº | Titolo italiano Giapponese 「Kanji」 - Rōmaji | Giapponese                             |                             |
| 1  | Sword Art Online Alternative: Mystery Labyrinth - Omicidio al palazzo del labirinto 「ソードアート・オンライン オルタナティブ ミステリ・ラビリンス 迷宮館の殺人」 - Sōdo Āto Onrain Orutanatibu Misuteri Rabirinsu meikyūkan no satsujin | 8 dicembre 2023 ISBN 978-4-04-915278-4 |                             |

### Sword Art Online IF Official Novel Anthology
| Nº | Titolo italiano Giapponese 「Kanji」 - Rōmaji | Data di prima pubblicazione             | Data di prima pubblicazione |
| Nº | Titolo italiano Giapponese 「Kanji」 - Rōmaji | Giapponese                              |                             |
| 1  | Sword Art Online IF Official Novel Anthology 「ソードアート・オンライン IF 公式小説アンソロジー」 - Sōdo Āto Onrain IF kōshiki shōsetsu Ansorojī | 10 novembre 2023 ISBN 978-4-04-915348-4 |                             |
| 1  | Capitoli (traduzioni letterali dei titoli) - SAO: Se Pitohui fosse stata coinvolta nell'incidente SAO (SAO ～if ピトフーイが、SAO事件に巻き込まれていたら～?, SAO ~if Pitofūi ga, SAO jiken ni makikomareteitara~) - Se Kirito ed Asuna giocassero ad un gioco di zombie (もしキリトとアスナがゾンビゲームで遊んだら?, Moshi Kirito to Asuna ga zonbi gēmu de asondara) - Dream Game: Crossover (ドリームゲーム——くろすおーばー——?, Dorīmu Gēmu -Kurosuōbā-) - Death Game: Eliminazione (デスゲーム脱落編?, Desu Gēmu Datsuraku-hen) - La grande investigatrice Koyomi / Il gatto a macchie (名探偵コヨミ／まだらのねこ?, Meitantei Koyomi / Madara no neko) - Al passo dei bambini (at the Children's Steps?) - Come faccio a sciogliere questa maledizione: Silica e la ragazza fantasma (この呪いをどう解いたらいいの －シリカと幽霊少女－?, Kono noroi o dō toitara ī no -Shirika to gōsuto gāru-) - Una storia del tipo, il ruolo di Kirito se Asuna aprisse un ristorante (もしアスナがレストランを開いた場合の、キリトの立ち位置的なお話?, Moshi Asuna ga resutoran o hiraita baai no, Kirito no tachi ichi-tekina ohanashi) - Sword Art Online se puoi sorridere (ソードアート・オンライン If You Can Smile?, Sōdo Āto Onrain If You Can Smile) |                                         |                             |